# Uroleucon dalmaticum
Uroleucon dalmaticum är en insektsart. Uroleucon dalmaticum ingår i släktet Uroleucon och familjen långrörsbladlöss. Inga underarter finns listade i Catalogue of Life.